# Fed Cup 2018 – baráž Světové skupiny
Baráž Světové skupiny Fed Cupu 2018 představovala čtyři mezistátní zápasy, které se hrály mezi 21. a 22. dubnem 2018. Utkaly se v nich čtyři týmy, které prohrály v 1. kole světové skupiny – Bělorusko, Švýcarsko, Nizozemsko a Belgie, se čtyřmi vítěznými družstvy z druhé světové skupiny – Slovenskem, Austrálií, Rumunskem a Itálií. Podle aktuálního žebříčku ITF byly čtyři nejvýše klasifikované týmy nasazeny. 
Vítězné týmy – Bělorusko, Rumunsko, Austrálie a Belgie, se kvalifikovaly do Světové skupiny 2019 a poražení – Slovensko, Nizozemsko, Švýcarsko a Itálie, sestoupili do Světové skupiny II pro rok 2019.

## Účastníci
| Účastníci světové baráže | Účastníci světové baráže | Účastníci světové baráže | Účastníci světové baráže |
| Austrálie                | Belgie                   | Bělorusko                | Itálie                   |
| Nizozemsko               | Rumunsko                 | Slovensko                | Švýcarsko                |
| ------------------------ | ------------------------ | ------------------------ | ------------------------ |

## Barážové zápasy

### Bělorusko vs. Slovensko
| Čyžouka-Arena, Minsk, Bělorusko 21.–22. dubna 2018 tvrdý – Rebound Ace Synpave (hala) | |                                                                                |       |      |      |  |
| \| 1. \| \| Aljaksandra Sasnovičová Anna Karolína Schmiedlová \| 78 66 \| 7 5 \| \| \| \| 2. \| \| Aryna Sabalenková Viktória Kužmová \| 2 6 \| 6 2 \| 65 7 \| \| \| 3. \| \| Aryna Sabalenková Anna Karolína Schmiedlová \| 6 3 \| 6 4 \| \| \| \| 4. \| \| Aljaksandra Sasnovičová Viktória Kužmová \| 1 6 \| 63 7 \| \| \| \| 5. \| \| Věra Lapková / Lidzija Marozavová Viktória Kužmová / Anna Karolína Schmiedlová \| 6 3 \| 6 4 \| \| \| \| Nominace \| \| \| \| \| \| \| \| \| Bělorusko: Aljaksandra Sasnovičová (49./—), Aryna Sabalenková (61./148.), Věra Lapková (130./108.), Lidzija Marozavová (490./63.), nehrající kapitánka Taťána Pučeková \| \| \| \| \| \| \| \| Slovensko: Viktória Kužmová (104./300.), Jana Čepelová (117./262.), Anna Karolína Schmiedlová (132./954.), Rebecca Šramková (372./—), nehrající kapitán Matej Lipták \| \| \| \| \| \| \| Podrobnosti \| \| \| \| \| \| \| \| \| Poměr vzájemných střetnutí mezi Běloruskem a Slovenskem před baráží činil 0:1, když jediný bratislavský duel vyhrály Slovenky ve Fed Cupu 2004. \| \| \| \| \| \| | |                                                                                |       |      |      |  |
| | |                                                                                | 1.    | 2.   | 3.   |  |
| 1. | | Aljaksandra Sasnovičová Anna Karolína Schmiedlová                              | 78 66 | 7 5  |      |  |
| 2. | | Aryna Sabalenková Viktória Kužmová                                             | 2 6   | 6 2  | 65 7 |  |
| 3. | | Aryna Sabalenková Anna Karolína Schmiedlová                                    | 6 3   | 6 4  |      |  |
| 4. | | Aljaksandra Sasnovičová Viktória Kužmová                                       | 1 6   | 63 7 |      |  |
| 5. | | Věra Lapková / Lidzija Marozavová Viktória Kužmová / Anna Karolína Schmiedlová | 6 3   | 6 4  |      |  |
| Nominace | |                                                                                |       |      |      |  |
| | Bělorusko: Aljaksandra Sasnovičová (49./—), Aryna Sabalenková (61./148.), Věra Lapková (130./108.), Lidzija Marozavová (490./63.), nehrající kapitánka Taťána Pučeková |                                                                                |       |      |      |  |
| | Slovensko: Viktória Kužmová (104./300.), Jana Čepelová (117./262.), Anna Karolína Schmiedlová (132./954.), Rebecca Šramková (372./—), nehrající kapitán Matej Lipták   |                                                                                |       |      |      |  |
| Podrobnosti | |                                                                                |       |      |      |  |
| | Poměr vzájemných střetnutí mezi Běloruskem a Slovenskem před baráží činil 0:1, když jediný bratislavský duel vyhrály Slovenky ve Fed Cupu 2004.                        |                                                                                |       |      |      |  |

### Rumunsko vs. Švýcarsko
| Sala Polivalentă, Kluž, Rumunsko 21.–22. dubna 2018 antuka (hala) | |                                                                                   |     |     |          |            |
| \| 1. \| \| Simona Halepová Viktorija Golubicová \| 6 3 \| 1 6 \| 6 1 \| \| \| 2. \| \| Irina-Camelia Beguová Timea Bacsinszká \| 6 4 \| 6 1 \| \| \| \| 3. \| \| Simona Halepová Patty Schnyderová \| 6 2 \| 6 1 \| \| \| \| 4. \| \| Irina-Camelia Beguová Viktorija Golubicová \| \| \| \| nehrálo se \| \| 5. \| \| Mihaela Buzărnescuová / Sorana Cîrsteaová Viktorija Golubicová / Jil Teichmannová \| 6 0 \| 0 6 \| [6] [10] \| \| \| Nominace \| \| \| \| \| \| \| \| \| Rumunsko: Simona Halepová (1./77.), Sorana Cîrsteaová (34./156.), Irina-Camelia Beguová (38./25.), Mihaela Buzărnescuová (40./65.), nehrající kapitán Florin Segarceanu \| \| \| \| \| \| \| \| Švýcarsko: Timea Bacsinszká (46./97.), Viktorija Golubicová (107./69.), Jil Teichmannová (136./237.), Patty Schnyderová (149./—) , nehrající kapitán Heinz Günthardt \| \| \| \| \| \| \| Podrobnosti \| \| \| \| \| \| \| \| \| Poměr vzájemných střetnutí mezi Rumunskem a Švýcarskem před baráží činil 3:3, z toho na antuce 2:2. 39letá Švýcarka Patty Schnyderová byla nominována poprvé od 2. světové baráže Fed Cupu 2011. V národní reprezentaci se stala rekordmankou s 50 vyhranými zápasy.[3] \| \| \| \| \| \| | |                                                                                   |     |     |          |            |
| | |                                                                                   | 1.  | 2.  | 3.       |            |
| 1. | | Simona Halepová Viktorija Golubicová                                              | 6 3 | 1 6 | 6 1      |            |
| 2. | | Irina-Camelia Beguová Timea Bacsinszká                                            | 6 4 | 6 1 |          |            |
| 3. | | Simona Halepová Patty Schnyderová                                                 | 6 2 | 6 1 |          |            |
| 4. | | Irina-Camelia Beguová Viktorija Golubicová                                        |     |     |          | nehrálo se |
| 5. | | Mihaela Buzărnescuová / Sorana Cîrsteaová Viktorija Golubicová / Jil Teichmannová | 6 0 | 0 6 | [6] [10] |            |
| Nominace | |                                                                                   |     |     |          |            |
| | Rumunsko: Simona Halepová (1./77.), Sorana Cîrsteaová (34./156.), Irina-Camelia Beguová (38./25.), Mihaela Buzărnescuová (40./65.), nehrající kapitán Florin Segarceanu                                                                                              |                                                                                   |     |     |          |            |
| | Švýcarsko: Timea Bacsinszká (46./97.), Viktorija Golubicová (107./69.), Jil Teichmannová (136./237.), Patty Schnyderová (149./—) , nehrající kapitán Heinz Günthardt                                                                                                 |                                                                                   |     |     |          |            |
| Podrobnosti | |                                                                                   |     |     |          |            |
| | Poměr vzájemných střetnutí mezi Rumunskem a Švýcarskem před baráží činil 3:3, z toho na antuce 2:2. 39letá Švýcarka Patty Schnyderová byla nominována poprvé od 2. světové baráže Fed Cupu 2011. V národní reprezentaci se stala rekordmankou s 50 vyhranými zápasy. |                                                                                   |     |     |          |            |

### Austrálie vs. Nizozemsko
| WIN Entertainment Centre, Wollongong, Austrálie 21.–22. dubna 2018 tvrdý – Acrylic (hala) | |                                                                           |     |      |    |  |
| \| 1. \| \| Samantha Stosurová Lesley Kerkhoveová \| 5 7 \| 61 7 \| \| \| \| 2. \| \| Ashleigh Bartyová Quirine Lemoineová \| 6 0 \| 6 2 \| \| \| \| 3. \| \| Ashleigh Bartyová Lesley Kerkhoveová \| 6 4 \| 6 2 \| \| \| \| 4. \| \| Darja Gavrilovová Quirine Lemoineová \| 6 3 \| 6 2 \| \| \| \| 5. \| \| Destanee Aiavová / Darja Gavrilovová Lesley Kerkhoveová / Demi Schuursová \| 6 3 \| 6 2 \| \| \| \| Nominace \| \| \| \| \| \| \| \| \| Austrálie: Ashleigh Bartyová (18./6.), Darja Gavrilovová (24./61.), Samantha Stosurová (58./225.), Destanee Aiavová (226./547.), nehrající kapitánka Alicia Moliková \| \| \| \| \| \| \| \| Nizozemsko: Lesley Kerkheová (203./62.), Quirine Lemoineová (308./194.), Demi Schuursová (—/29.), Indy de Vroomeová (—/—), nehrající kapitán Paul Haarhuis \| \| \| \| \| \| \| Podrobnosti \| \| \| \| \| \| \| \| \| Poměr vzájemných střetnutí mezi Austrálií a Nizozemskem před baráží činil 8:2, když první oba celky odehrály v roce 1966 a poslední předchozí roku 2015. \| \| \| \| \| \| | |                                                                           |     |      |    |  |
| | |                                                                           | 1.  | 2.   | 3. |  |
| 1. | | Samantha Stosurová Lesley Kerkhoveová                                     | 5 7 | 61 7 |    |  |
| 2. | | Ashleigh Bartyová Quirine Lemoineová                                      | 6 0 | 6 2  |    |  |
| 3. | | Ashleigh Bartyová Lesley Kerkhoveová                                      | 6 4 | 6 2  |    |  |
| 4. | | Darja Gavrilovová Quirine Lemoineová                                      | 6 3 | 6 2  |    |  |
| 5. | | Destanee Aiavová / Darja Gavrilovová Lesley Kerkhoveová / Demi Schuursová | 6 3 | 6 2  |    |  |
| Nominace | |                                                                           |     |      |    |  |
| | Austrálie: Ashleigh Bartyová (18./6.), Darja Gavrilovová (24./61.), Samantha Stosurová (58./225.), Destanee Aiavová (226./547.), nehrající kapitánka Alicia Moliková |                                                                           |     |      |    |  |
| | Nizozemsko: Lesley Kerkheová (203./62.), Quirine Lemoineová (308./194.), Demi Schuursová (—/29.), Indy de Vroomeová (—/—), nehrající kapitán Paul Haarhuis           |                                                                           |     |      |    |  |
| Podrobnosti | |                                                                           |     |      |    |  |
| | Poměr vzájemných střetnutí mezi Austrálií a Nizozemskem před baráží činil 8:2, když první oba celky odehrály v roce 1966 a poslední předchozí roku 2015.             |                                                                           |     |      |    |  |

### Itálie vs. Belgie
| Valletta Cambiaso ASD, Janov, Itálie 21.–22. dubna 2018 antuka | |                                                                               |     |       |     |            |
| \| 1. \| \| Jasmine Paoliniová Elise Mertensová \| 1 6 \| 5 7 \| \| \| \| 2. \| \| Sara Erraniová Alison Van Uytvancková \| 4 6 \| 78 66 \| 2 6 \| \| \| 3. \| \| Sara Erraniová Elise Mertensová \| 3 6 \| 1 6 \| \| \| \| 4. \| \| Jasmine Paoliniová Alison Van Uytvancková \| \| \| \| nehrálo se \| \| 5. \| \| Deborah Chiesaová / Jasmine Paoliniová Kirsten Flipkensová / Elise Mertensová \| 1 6 \| 4 6 \| \| \| \| Nominace \| \| \| \| \| \| \| \| \| Itálie: Sara Erraniová (89./86.), Jasmine Paoliniová (151./—), Deborah Chiesaová (169./373.), Jessica Pieriová (216./—), nehrající kapitánka Tathiana Garbinová \| \| \| \| \| \| \| \| Belgie: Elise Mertensová (20./32.), Alison Van Uytvancková (51./559.), Kirsten Flipkensová (74./43.), Ysaline Bonaventureová (133./152.), nehrající kapitán Ivo van Aken \| \| \| \| \| \| \| Podrobnosti \| \| \| \| \| \| \| \| \| Poměr vzájemných střetnutí mezi Itálií a Belgií před baráží činil 7:0, včetně dvou italských vítězství na domácí půdě roku 1974 v Neapoli a v sezóně 2002 v Bologni. \| \| \| \| \| \| | |                                                                               |     |       |     |            |
| | |                                                                               | 1.  | 2.    | 3.  |            |
| 1. | | Jasmine Paoliniová Elise Mertensová                                           | 1 6 | 5 7   |     |            |
| 2. | | Sara Erraniová Alison Van Uytvancková                                         | 4 6 | 78 66 | 2 6 |            |
| 3. | | Sara Erraniová Elise Mertensová                                               | 3 6 | 1 6   |     |            |
| 4. | | Jasmine Paoliniová Alison Van Uytvancková                                     |     |       |     | nehrálo se |
| 5. | | Deborah Chiesaová / Jasmine Paoliniová Kirsten Flipkensová / Elise Mertensová | 1 6 | 4 6   |     |            |
| Nominace | |                                                                               |     |       |     |            |
| | Itálie: Sara Erraniová (89./86.), Jasmine Paoliniová (151./—), Deborah Chiesaová (169./373.), Jessica Pieriová (216./—), nehrající kapitánka Tathiana Garbinová          |                                                                               |     |       |     |            |
| | Belgie: Elise Mertensová (20./32.), Alison Van Uytvancková (51./559.), Kirsten Flipkensová (74./43.), Ysaline Bonaventureová (133./152.), nehrající kapitán Ivo van Aken |                                                                               |     |       |     |            |
| Podrobnosti | |                                                                               |     |       |     |            |
| | Poměr vzájemných střetnutí mezi Itálií a Belgií před baráží činil 7:0, včetně dvou italských vítězství na domácí půdě roku 1974 v Neapoli a v sezóně 2002 v Bologni.     |                                                                               |     |       |     |            |